# Этногенез азербайджанцев
Этногенез азербайджанцев — процесс формирования современного азербайджанского этноса, происходивший на территории восточного Закавказья и северо-западного Ирана на базе многочисленных и разнообразных этнических и языковых элементов. Формирование современного азербайджанского этноса представляло собой многовековой процесс, завершившийся, согласно «Истории Востока» (2002), в основном к концу XV века.

## Происхождение
Происхождение азербайджанцев является предметом разногласий. Различные ученые и исторические школы указывают или подчеркивают участие в этногенезе азербайджанцев тех или иных древних этнических групп в той или иной степени — автохтонного населения, иранских или тюркские народы.
По БСЭ, в процессе этногенеза азербайджанцев участвовало древнее автохтонное население Атропатены и кавказской Албании, смешавшееся с вторгавшимися сюда в I тысячелетии до н. э. киммерийцами и ираноязычными скифами, с I тысячелетия н. э. — гуннами, тюркоязычными хазарами, булгарами, со второй половины I тысячелетия огузскими и печенежскими племенами.
До тюркизации региона не существовало какого-либо этнического единства между Азербайджаном на юге Аракса и Албанией на севере.
Согласно М. И. Артамонову современный этнический облик Азербайджана определило поселение в Закавказье, в особенности степной Албании — савир, хазар, булгар, а в дальнейшем пополнение их числа новыми тюркскими племенами.
Согласно энциклопедии Британника азербайджанцы имеют смешанное этническое происхождение, самым древним элементом которых является местное население Восточного Закавказья и, возможно, мидяне севера Персии. Это население было персизировано в период правления династии Сасанидов в Иране (III—VII века н. э.). Началом тюркизации населения можно считать завоевание региона турками-сельджуками в XI веке и продолжающиеся потоки миграции тюркских народностей в последующие века, в том числе тех, которые переселились в период монгольских завоеваний в XIII веке (большая часть племён, формирующих монгольские войска, а также вынужденных мигрировать вследствие монгольских завоеваний были тюркскими). Доминирующим наследственным компонентом этнических азербайджанцев Британника считает тюркский, появившийся в Азербайджане во время завоевания сельджуками в XI веке.
Как отмечается в Encyclopedia of Russian History, появившиеся в регионе сельджуки слились с коренным населением, а персидский язык был вытеснен тюркским диалектом, превратившимся в дальнейшем в азербайджанский тюркский язык. Согласно шведскому тюркологу и лингвисту Ларсу Йохансону, на протяжении веков азербайджанцы, в силу религиозных и политических противоречий, были разобщены с турками Турции. В то же время история Азербайджана демонстрирует значительное культурное влияние Ирана.
Согласно В. А. Шнирельману, значительная часть албанского населения в арабское время перешло в ислам, а позднее подверглось тюркизации, послужив основой для формирования в дальнейшем азербайджанского народа. Дж. Бурнутян отмечает, что кавказские албаны не являются непосредственными предками современных азербайджанцев, поскольку к моменту проникновения тюрок в Закавказье албанские племена были сначала поглощены зороастрийской Персией, а затем исламизированы арабами. По мнению немецких кавказологов Йоста Гипперта и Вольфганга Шульце, албанское племя гаргар, жившее на востоке алуанской провинции Утик и чей язык лёг в основу письменного албанского языка, либо позже мигрировало на север от реки Алазани, либо ассимилировалось, в основном тюркоязычным населением современного Азербайджана. По мнению Рональда Суни, многие из албан, приняв армянское христианство, со временем стали считать себя армянами, другая же часть, приняв ислам, позже слилась с азербайджанцами. Учёный-кавказовед Роберт Хьюсен отмечает, что точка зрения на происхождение большей части населения Азербайджана от албан неверна, потому что в этом случае игнорируется этническое разнообразие албанской федерации племён на севере от Куры, арменизация южного побережья этой реки, а также тюркская иммиграция в регион.
Что касается роли тюркоязычного компонента в этногенезе азербайджанцев, то тюркоязычный огузский союз племён образовался в результате смешения тюркютов с местными племенами угорского и ираноязычного сарматского происхождения (согласно БСЭ, в результате смешения некоторых тюркских и древнемонгольских племён с частью ираноязычных сакско-массагетских). Позднее, из огузской среды выделился сельджукский род, под эгидой которого в XI веке в Закавказье хлынула волна тюркоязычных племён. Владимир Минорский, в свою очередь, отмечает, что «В начале 5-го/11-го вв. орды огузов, сначала более мелкими группами, а затем в значительных количествах, при Сельджукидах захватили Азербайджан. В результате иранское население Азербайджана и прилегающих к нему регионов Закавказья стало тюркоязычным; в то же самое время характерные черты азербайджанского тюркского языка, такие как персидская интонация, отказ от вокальной гармонии, отражают нетюркское происхождение тюркизированного населения.».
В России ранние описания происхождения азербайджанцев появляются уже в конце XIX — первой половине XX вв. Так, в описании населения Кавказского края Кавказского статистического комитета 1870 года под редакцией этнографа Николая Зейдлица указано: «…татары Бакинской губернии — не что иное, как отатарившиеся древние обитатели края. В состав же нового народа адербейджанских татар вошли, как доказывает исторический очерк губернии, представители разных рас человеческого рода. Главным элементом послужили на востоке губернии, как это явствует из господства здесь шиитского толка, индо-европейцы (арийцы) иранского племени, предки которых распространились по Каспийскому прибрежью вверх до Дербенда уже во времена Нуширвана, в VI столетии до н. э. В пределах Шемахинского уезда вошли в состав нынешних татар албанцы — вероятно удины…».
Издававшаяся в Российской империи энциклопедия Брокгауза и Ефрона писала, что «Адербейджанские татары — потомки тюрков-сельджуков и тюрко-монголов армии Гулагу-хана (XIII в.), но в значительной степени также отуреченных иранцев», а согласно БСЭ 1926 года, «в эпоху упадка халифата начинается постепенная инфильтрация тюркских элементов в Восточное Закавказье. Коренное население (албанцы) или подвергается уничтожению или оттесняется в горы, чаще же всего смешивается с завоевателями. Окончательно тюркский (азерский) элемент утвердился в восточной части Кавказа в результате т. н. монгольского нашествия XIII в. и последующих завоеваний Тамерлана, туркменов, турок-османов и др.».
Позднее советские и российские учёные, как и их западные коллеги, также стали отмечать формирование азербайджанского этноса в результате языковой и этно-культурной ассимиляции. Так в 1950-х гг. С. Т. Еремян писал: «По мере того, как тюркские кочевые племена утверждались на зимних пастбищах Кура-Араксинской низменности, мусульманизированная часть аборигенного населения древней Албании ассимилировалась пришлыми тюркскими племенами. Так образовалась современная азербайджанская народность». Согласно С. А. Токареву: «происхождение азербайджанцев — вопрос сравнительно ясный. Это народ смешанного состава. Древнейший слой его составляет, очевидно, аборигенное население Восточного Закавказья — каспии и албанцы, возможно, также мидийцы Северного Ирана. Это население в связи с культурным преобладанием Ирана в эпоху Сасанидов было иранизировано, а в XI в., в годы сельджукского завоевания, началась его тюркизация», продолжавшаяся и в период монгольского завоевания.
И. М. Оранский отмечал: «начиная с XI—XIII вв. (с эпохи сельджукского и — особенно — монгольского завоевания) происходит процесс распространения тюркских языков в северо-западных областях Иранского нагорья, в Азербайджане. Ираноязычное население этих областей переходило постепенно на тюркскую (азербайджанскую) речь, и лишь относительно небольшая часть этого населения сохранила до наших дней свои иранские языки — татский, талышский, диалекты Северо-западного Ирана». Н. Г. Волкова, в свою очередь, дополняет его: «В Восточном Закавказье к XIV в. в результате нескольких миграционных потоков тюркоязычных народов произошла языковая ассимиляция коренного населения этой территории, значительная часть которого стала говорить по-азербайджански». Этнограф С. Ш. Гаджиева пишет:

Азербайджанцы как народ сложились в результате длительного исторического развития, постепенной консолидации местных древних племён (албанцев, удинов, каспиев, талышей и др.) с пришлыми в разные периоды тюркоязычными племенами — гуннами, огузами, кыпчаками и т. д., — и, по существующему в науке мнению, смена коренных языков населения тюркским разговорным языком здесь относится к XI—XIII в. В свою очередь, тюркоязычные племена были довольно пёстрыми по своим этническим компонентам, объединяя множество других, отчасти более древних племён, впоследствии участвовавших в этногенезе не только азербайджанцев, но и целого ряда других тюркоязычных народов. Надо полагать, что в этнической истории Азербайджана оставили заметный след и оседавшие в Южном Азербайджане племена каракоюнлу («чёрнобаранные») и аккоюнлу («белобаранные»), в государства которых в XV в. входили «азербайджанские земли к югу от Кубы»

Советский востоковед А. П. Новосельцев писал:
Можно признать, что отдельные тюркские этнические группы попадали сюда на всём протяжении второй половины I тысячелетия н. э., а может быть и раньше. Однако не они изменили этнический облик Восточного Закавказья и положили начало сложению современного азербайджанского тюркоязычного народа. Причиной перемен явилось нашествие огузов в XI в. […] С основанием Сельджукской империи огузы распространились по всему Ирану, но особенно интенсивно обосновывались в Малой Азии и нынешнем Азербайджане. Причины этого не только в том, что сюда, на рубежи мусульманского мира, стягивалось наибольшее число этих новых «воинов ислама». Гораздо большее значение имело то обстоятельство, что в этих областях царила наибольшая этническая пестрота, и потому тюркизация нашла подходящую почву. […] Процесс сложения азербайджанской народности, особенно в пределах Закавказья, ещё недостаточно ясен.
При этом он указывал, что «нынешние азербайджанцы — также отюреченные потомки части древних племён кавказской Албании и иранцев южного Азербайджана. Другие же предки азербайджанцев, принесшие тюркский язык, — огузские племена, в свою очередь представляют собой продукт сложного тюркско-иранского синтеза».
Проникновение тюрок-сельджуков в Восточное Закавказье привело к тюркизации значительной части местного населения, и в XI—XIII вв. началось формирование тюркоязычного азербайджанского этноса, завершившееся в основном к концу XV века, в эпоху правления Сефевидов. И. М. Оранский и Н. Г. Волкова отмечают, что в результате нескольких миграционных потоков тюркских племён происходит языковая ассимиляция местного населения, которое перешло на тюркскую (азербайджанскую) речь. Ряд исследователей отмечают принятие шиизма (XVI век) в период правления Сефевидов как окончательный фактор формирования азербайджанского народа.
По мнению Льва Гумилёва, этнические границы между турками и азербайджанцами установились в XVI веке, но к тому времени они ещё окончательно не были определены. Новосельцев связывает это с тем, что «установившаяся граница между Сефевидским Ираном и Османской империей в основных чертах отражает и этническую границу турок и азербайджанцев». Переселение тюркских племён в Закавказье продолжалось вплоть до XVI—XVII века, когда на территорию Азербайджана переселились полукочевые племена шахсевены (Мугань) и падары (некоторые западные регионы).
По мнению российского этнолога Виктора Шнирельмана, значительная часть населения Албании испытала культурное и языковое влияние Ирана, в арабское время приняла ислам, а в XI—XIII вв. подверглась тюркизации, что «послужило основой для формирования в дальнейшем азербайджанского народа». Виктор Шнирельман пишет: между тем, никаких научных оснований смешивать раннюю историю Албании и Южного Азербайджана (Атропатены) не имелось. В древности и в раннем средневековье там жили совершенно разные группы населения, не связанные друг с другом ни культурно, ни социально, ни в языковом отношении. Тем не менее, советский иранист Э. А. Грантовский, исследовавший миграционные потоки ираноязычных племён, указывал на характерные особенности западноиранских памятников первых веков I тысячелетия до н. э. (эпоха поздней бронзы и раннего железа), связывающие их с культурой Восточного Закавказья. Историк Камилла Тревер также считала, что археологические находки, датируемые VI-V веком до н. э., позволяют говорить о культурной близости между албанами и мидийцами. По мнению Шнирельмана, консолидация тюрок Северного Азербайджана продолжалась вплоть до 1920—1930-гг..
Среди этнографов-марксистов одну из первых попыток кратко изложить этногенез азербайджанцев на основе письменных источников, а также материалах этно- и топонимики, антропологии и этнографии, сделал азербайджанский этнограф А. Алекперов, научная деятельность которого пришлась на 1920—1930 годы. Согласно его исследованию азербайджанский народ сформировался не из какого-то компактного тюркского племени, пришедшего с Алтая, а сложился из местных аборигенов, отдельных иранских, арабских и ряда проникавших с севера и юга тюркоязычных племён. Последующие советские учёные С. А. Токарев, А. П. Новосельцев и С. Ш. Гаджиева, также отмечали, что азербайджанцы являются народом смешанного происхождения, в этногенезе которого приняли участие как местное аборигенное население региона, так и тюркские элементы.
Согласно «Истории Востока», к IX—X вв. понятия «албанский» и «Албания» потеряло этнический смысл и было, скорее, историческим. Население было частично арменизировано, частично иранизировано, в сельской местности сохранялись старые языки племенных образований.
Согласно российской энциклопедии Народы и религии мира: Энциклопедия в этногенезе азербайджанцев принимали участие кавказоязычные
албаны, гаргары, утии, каспии, леги; ираноязычные куртии, маннеи, мидяне; тюркоязычные гунны, хазары, булгары, печенеги, огузы.
По мнению российского востоковеда-ираниста С. М. Алиева, попытки найти азербайджанский этнос в античности и раннем средневековье, а также три, принятые в СССР теории этногенеза азербайджанцев: «мидийская», «албанская» и «исконно тюркская», несостоятельны и обусловлены политическими мотивами. Ядром азербайджанцев, как тюркской народности, по мнению Алиева, явились ведущие огузо-тюркские племена: байат, йива, афшар, бегдили, а также каджары, халаджи, кыпчаки и другие. Историческая общность азербайджанской народности сложилась в пределах от реки Кызыл-Узен на юге до Большого Кавказского хребта на севере, от побережья Каспийского моря на востоке, до Армении и Грузии на западе.
Согласно работе советских историков В. П. Алексеева и Ю. В. Бромлея, ни в одной из азербайджанских территориальных групп на территории Азербайджана не было выявлено какой-либо заметной монголоидной примеси, и заключают, что «переход на тюркскую речь не сопровождался сменой физического типа и заменой местного населения — потомков этнических групп древней Мидии — новыми пришельцами. Глубокие и древние этнические связи азербайджанцев выявляются и этнографическими материалами». Они отнесли нынешних азербайджанцев к северным вариантам индо-афганской расы. Советский азербайджанский антрополог Р. М. Касимова, исследуя антропологию кавказских и иранских азербайджанцев, приходит к заключению, что «среди местного населения примесь монголоидных элементов отсутствует совсем, — либо весьма незначительна и не обнаруживает определённой локализации. Это обстоятельство указывает на то, что пришельцы антропологически растворились в массе численно их превосходящего местного населения».
Согласно тюркологу Заки Валиди Тогану, тюркизация на монгольском этапе представляла собой не ассимиляцию, а замещение иранского населения. Значительное количество иранцев Азербайджана было вырезано, оставшиеся бежали в соседние регионы (так, увеличение иранского населения в Ираке Арабском Тоган объясняет миграцией из Азербайджана и Ирака Аджемского) из-за тюрко-монгольского гнёта, которое в Азербайджане было особенно сильным, ввиду их массового расселения в этом регионе. Количество тюрко-монгольских племён, которые прибыли в Азербайджан, Тоган, основываясь на первичных источниках, оценивает в 2 миллиона человек. С учётом того, что местные тюрки гонениям не подвергались, Азербайджан в этот период превратился в практически тюркский регион. При этом, как указывает Тоган, в Тебризе и Мараге, которые не подверглись разрушению, иранский элемент сохранился и в дальнейшем был ассимилирован.
Иранский историк и лингвист в своей статье 1922 года Ахмед Кесрави отрицал, что тюрки Ирана (преимущественно азербайджанцы) это иранцы, которых вынудили отказаться от собственного языка и перейти на тюркский. По его мнению, тюркоговорящее население Ирана это не что иное, как тюрки, мигрировавшие в значительных количествах из Средней Азии в Иран, которые вступали в браки с местным населением, переняли их культуру и обычаи. Кесрави объясняет это тем, что, если бы тюрки мигрировали в Иран в малых количествах, то они бы обязательно ассимилировались, а насаждение языка меньшинства большинству маловероятно, что иллюстрируется провалом попыток арабов ассимилировать иранцев. При этом Кесрави не считал, что тюрки Ирана однородны; он признавал ассимиляцию местных иранцев в условиях многочисленности и могущества тюрков. В дальнейшем Кесрави поменял взгляды на прямо противоположные, считая азербайджанцев тюркизированными иранцами, однако эта перемена может быть связана с его идеологическими взглядами.
Фуат Кёпрюлю пишет, что новый наплыв тюрко-огузских масс со вторжением монголов (XIII век) привел к усилению этнического, лингвистического и литературного разрыва, который и так постепенно происходил между тюрками Азербайджана и Восточной Анатолии с одной стороны и Западной Анатолии с другой. Тюрки Азербайджана и Восточной Анатолии продолжали развиваться в иных условиях, чем тюрки Западной Анатолии, к тому же под сильным влиянием Персии. Наиболее явным показателем этнического разделения было лингвистическое разделение, и с середины XIV века уже появляется географическая граница азербайджанского и турецкого языков (по Мухаммеду Эргину, проходящая по линии Самсун—Сивас—Искендерун), к востоку от которой (Азербайджан, Иран, Ирак, Восточная Анатолия) тюрки стали говорить на находящемся в процессе выделения азербайджанском (в Средневековье именуемым туркменским (не путать со среднеазиатским туркменским) или аджамским тюркским. Это лингвистическая дифференциация уже была очевидна для современников в XV—XVI веках.
Этнокультурному разделению турок и азербайджанцев сильно способствовали политические факторы. В конце XIII века на руинах Конийского султаната и монгольского Государства Хулагуидов начали образовываться независимые бейлики, которые со временем разделились на два противоборствующих «центра силы» — западную в лице Османского государства и восточную в лице Караманского бейлика, бейлика Кади Бурханеддина и конфедерации Ак-Коюнлу. Затем восточными антиподами Османской империи стали государства Кара-Коюнлу, Ак-Коюнлу и Сефевидов. В итоге вокруг западного центра формировался турецкий язык и турецкий этнос, а вокруг восточного центра — азербайджанский язык и этнос, что в конце концов (по Ш. Мустафаеву — к концу XIV века) привело к этнолингвистическому разделению азербайджанцев и турок.

## Генетические исследования

Кладограмма родственных отношений между некоторыми индоевропейскими народами, основанная на данных по гаплогруппах Y-хромосомы

По данным 2013 года, генофонд азербайджанцев практически не изучен. По данным 2018 года, исчерпывающие исследования Y-хромосомы ещё предстоит сделать, причем исследование должно проводиться по всему ареалу проживания азербайджанцев, а количество обследованных должно быть четырёхзначным.
Митохондриальная, то есть материнская наследственность показывает, что армяне и азербайджанцы более близкородственны другим кавказским и иранским народам, которые говорят на других языках, а не прочим по языку индоевропейцам и тюркам, следовательно, она не может объяснить происхождение армянского и азербайджанского языков.
Согласно исследованию Y-хромосомы образцов 100 мужчин, живущих в Тебризе, иранскими учёными, вероятно, процесс распространения тюркского языка происходил за счёт небольшого числа мужчин, которые принадлежали к политической элите и оставили весьма слабый генетический след в популяции. Кроме того, модальный генетический вариант туркмен, практически отсутствует у азербайджанцев, что подтверждает выводы о смене языка населения. Согласно Игорю Дьяконову, основывавшемуся на исследованиях антрополога Льва Ошанина на стабильность ген в различных тюркоязычных популяциях, происходившее в истории можно описать как лингвистическую «миграцию», которая произошла в исторические времена, а именно распространение тюркских языков. В биологически стабильной популяции рецессивные и доминантные гены должны быть сохранены в той же пропорции. Если движение тюркских языков сопровождалось массовым движением населения, то процент эпикантуса в носителях турецкого, азербайджанского, туркменского, казахского, киргизского и узбекского языков должен был быть одинаковым.
По мужской линии у азербайджанцев преобладают гаплогруппы J1-M267, J2-M172 (от 20 до 60 %) и G (18 %), что подтверждает гипотезу о значительной роли автохтонного кавказского субстрата в генофонде этого народа. Также распространение имеет гаплогруппа R1b и T (по 11 %).
По обобщённым данным 2018 года из различных лабораторий, свыше половины азербайджанцев являются носителями Y-гаплогрупп переднеазиатского происхождения (E-M35, G-P15, J-P209 и T-CTS6507), что согласуется с теорией заселения Закавказья в мезо- и неолитическую эпоху племенами из зоны «Плодородного полумесяца». Восточноевропейские субклады Y-гаплогруппы R1 (R-Z2109, R-PF7562, R-Y4364) и гаплогруппы центральноазиатского происхождения (C-M217, N-P43, O-F238, Q-M242, R-Z93, R-M478) вкупе охватывают свыше трети исследованных и свидетельствуют о миграциях с восточных и северо-восточных географических плацдармов. Выявлены также гаплогруппы южноазиатского и западноевропейского происхождения, но с довольно низкой частотой встречаемости.
По результатам генетических исследований  2023 года Y-хромосомы 195 азербайджанцев из Азербайджана и Дагестана было выявлено, что 46 (23,6%) из них являются носителями гаплогруппы R1b, 44 (22,6%) — J2, 26 (13,3%) — J1, 20 (10,3%) — R1a, 17 (8,7%) — G2a, 12 (6,2%) — E, 7 (3,6%) — T, 6 (3,1%) — Q, 5 (2,6%) — H, 3 (1,5%) — L, 2 (1%) — N, 2 (1%) — I2, и по одному (0,5%) — D, O, C, I1, R2.

### Палеогенетические исследования
В 2018 году среди азербайджанцев была выявлена Y-гаплогруппа G-M342.

## Антропологические данные

### Исследования XIX века
Русский антрополог XIX века Иван Пантюхов, описывая антропологические типы Кавказа, отмечает наличие у азербайджанцев («азербайджанских татар» по тогдашней терминологии) роста 1658 мм, горизонтальной окружности головы 540, черепные показатели 77,4 (мехатицефалы). Он также указывает, что у них одни из самых частых крепких зубов, что преобладание сплошного карего цвета глаз колеблется между 80-92 % и что из народностей Кавказа у них самый короткий кишечный канал — до 440 % роста. Относительно антропологического типа Пантюхов пишет:

К типу персиян подходят курды и адербейджанские татары шииты, а также удины, таты и карапапахи… Адербейджанские татары представляют весьма смешанный тип и черепной показатель, как и тип их, в тех местностях, где они во время своего господства жили по соседству с армянами, нередко весьма близко подходят к армянским. Основной тип татар несомненно длинноголовый, не имеющий ничего общего с монгольской расой, к которой причислял их Загурский и другие этнографы.

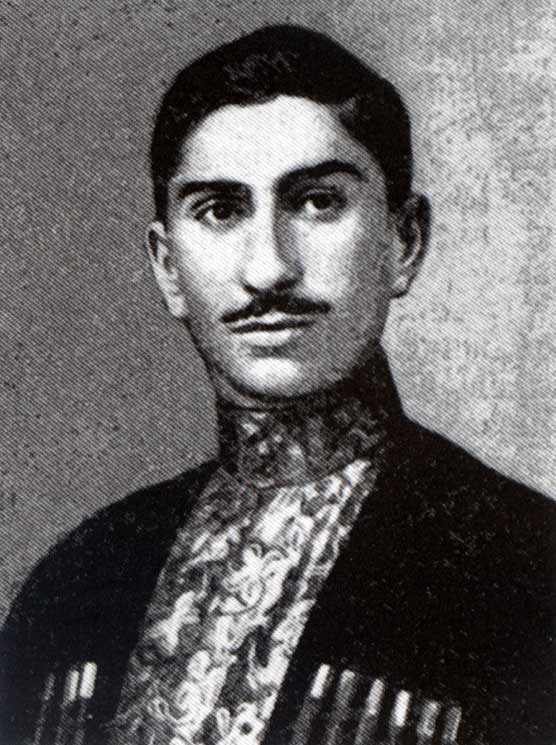
Азербайджанец Сеид Шушинский

В другой работе «Расы Кавказа» Пантюхов выделяет:

Третья Кавказская раса уже чисто азиатского происхождения, долихоцефалическая с черепным показателем 77-78, средним ростом около 1,70 м и цветом глаз гипербрюнетов, то есть пигментированных глаз более 90 %. К этой весьма чистой расе принадлежат персияне, адербейджанские татары, курды и таты.

Энциклопедический словарь Брокгауза и Ефрона относительно распространения долихоцевалий писал, что «лишь немногие из современных кавказских народностей выказывают присутствие долихоцефального элемента (натухайцы, адербейджанские татары), тогда как большинство характеризуется высокими степенями брахицефалии (напр. абхазцы, грузины, армяне, айсоры, горские евреи, дагестанцы, кумыки)». ЭСБЭ называет азербайджанцев тюрками по языку и иранцами по расе, а также даёт следующее описание:

Головной указатель, по Эккерт, 79,4 (мезоцефалы), по Шантру — 84 (брахицефалии). Глаза тёмные, горизонтально разрезанные, нос длинный с горбинкой, губы часто толстые, выражение лица серьёзное, важное.

Согласно статье «Тюрки» энциклопедического словаря Брокгауза и Ефрона азербайджанцы при «высоком росте мезоцефальны (гол. указ. 80,4) и по всем другим признакам, обильной растительности на лице, очень удлинённому лицу, изогнутому носу, сливающимся бровям и т. д., явно приближаются к иранцам». Также ЭСБЕ отмечает, что «по форме черепа персы, курды, азербейджанцы вообще представляют значительное сходство (показатель ширины черепа 77—78)».

### Исследования XX века
Анализируя антропологические особенности азербайджанцев, советский и российский учёный-антрополог Валерий Алексеев отмечал:

Так как ближайшие морфологические аналогии каспийской группы популяции отмечаются среди населения Афганистана и Северной Индии, то и предков азербайджанцев следует искать среди тех древних народов, которые одновременно дали начало нуристанцам и многим народам Северной Индии… Но даже при отсутствии палеоантропологических данных соматологические материалы говорят о том, что непосредственных предков азербайджанского народа нужно искать среди древних народов Передней Азии и что в этногенезе азербайджанцев решающими являются связи в юго-восточном направлении. Контакт с народами, говорившими на тюркских языках, и связанный с ним переход на тюркскую речь не оказал сколько-нибудь заметного влияния на формирование антропологических особенностей азербайджанского народа.

Азербайджанец Фаррух Ага Гаибов

Он отмечает, что среди кавказских народностей наиболее тёмноглазыми являются азербайджанцы, причём максимум индивидуумов с чёрными глазами падает на юго-восточные районы Азербайджана, где средний балл в большинстве групп поднимается выше 1,65. По окраске волос в разных азербайджанских группах, приблизительно в половине случаях, отмечены иссиня-чёрные волосы (№ 27 по шкале Фишера). Алексеев даёт следующее описание:

Лицо у азербайджанцев узкое и, по-видимому, низкое, нос выступает очень сильно. Однако в отличие от адыгских народов Северного Кавказа, имеющих также небольшие размеры лица, азербайджанцы — наиболее темнопигментированные из кавказских народов. Волосяной покров развит средне, по всей вероятности, приблизительно, как у грузин или даже чуть-чуть меньше.